# يان يوست
يان جاست (بالألمانية: Jan Just)‏ هو لاعب كرة قدم ألماني، ولد في 14 سبتمبر 1996 في ماينتس في ألمانيا. لعب مع فالدهوف مانهايم.

## وصلات خارجية
- يان جاست على موقع قاعدة بيانات كرة القدم.إي يو (الإنجليزية)
- يان جاست على موقع عالم كرة القدم.نت (الإنجليزية)